# Такси
Вижте пояснителната страница за други значения на Такси.
Такси (от фр.: Taximètre) е средство на обществения транспорт, най-често лек автомобил, което се използва за превоз на пътници по тарифа, указана на таксиметъра.
В редица страни тарифата за превоз се договаря с шофьора, който обикновено е и собственик на таксито.
Най-често за таксиметров автомобил се използват автомобили с купета седан, миниван или лимузина. България е сред малкото страни в света, в които се допуска за таксиметрови услуги да се използват твърде малки и неудобни автомобили, като модела 
Daewoo Tico.
От 1960-те години, най-напред в Ню Йорк, се използва радиовръзка за повикване или контрол върху такситата. В Япония, а от няколко години и в България, за тази цел вече се използва GPS.

## Видове
- Освен такси за превоз по маршрут по желание на пътника, все по-разпространени стават маршрутните таксита – микробуси, които се движат по определен маршрут и ползването на таксито става чрез спиране на таксито в коя да е точка от маршрута.
- В цял свят са широко разпространени също така, товарните таксита.
- В страните от Далечния изток се използват велотаксита (рикша), което през последните години е мода и в Западна Европа.
- Страните с добре развита мрежа от канали и плавателни реки се използват водни таксита.

## Оцветяване
В някои държави е възприето таксиметровите автомобили да бъдат боядисани в определен цвят, за да се отличават на улицата.
- България — жълт и зелен(за хибридните автомобили);
- Лондон (Великобритания) — черен;
- Ню Йорк (САЩ) – жълт за всички таксита, които не работят с диспечер и могат да бъдат спирани на улицата; за радиотакситата не се изисква да ползват един и същ цвят;
- Полша – могат да се използват всякакви цветове;
- Холандия — Черно и жълто Проба: Такси в Ротердам;
- Хонконг — използват се 3 цвята: червени и зелени таксита се ползват в новите територии, а сини на островите Лантау.

## Фотогалерия
- Велотакси
- Рикша в Бангладеш
- Велотаксита в Япония
- Велотаксита в Германия

- Такси в Европа
- Такси в Белгия от 1954 г.
- Такси в Германия през 1995 г.
- Такси на остров Капри (Италия) през 1998 г.
- Такси в Лондон, 2006 г.

- Таксита в Северна Америка
- Такси Форд в Ню Йорк
- Такси VW Beatle в Мексико сити
- Такси Тойота Приус във Ванкувър, Канада
- Такси Checker A-11, модел 1982 година